# Hilda James
Hilda James (n. 27 aprilie 1904, Warrington, Anglia, Regatul Unit al Marii Britanii și Irlandei – d. 27 iulie 1982, Birkenhead, Anglia, Regatul Unit) a fost o înotătoare ce a reprezentat Regatul Unit al Marii Britanii și al Irlandei de Nord, medaliată olimpică. A participat la o ediție a Jocurilor Olimpice (1920) în care a câștigat două medalii de argint.